# Ternstroemia maguirei
Ternstroemia maguirei là một loài thực vật có hoa trong họ Pentaphylacaceae. Loài này được B.M.Boom miêu tả khoa học đầu tiên năm 1989.